# Miladhoo
Miladhoo is een van de bewoonde eilanden van het Noonu-atol behorende tot de Maldiven.

## Demografie
Miladhoo telt (stand maart 2007) 655 vrouwen en 674 mannen.